# Kim Darby
Kim Darby (nascida Deborah Zerby; 8 de julho de 1947) é uma atriz americana mais conhecida por seu papel como Mattie Ross no filme True Grit (1969).

## Infância e carreira cinematográfica
Darby nasceu Deborah Zerby em Los Angeles, filha dos dançarinos profissionais Inga (Wiere) e Jon Zerby (os "Dancing Zerbys" ou "Dancing Zerbys"). Seu pai a apelidou de Derby dizendo "Eu pensei que Derby Zerby seria um ótimo nome artístico". Sua mãe era de Budapeste. Os irmãos de sua mãe eram comediantes que atuavam como os irmãos Wiere.
Ela se apresentou como cantora e dançarina sob o nome de "Derby Zerby". Acreditando que ela não poderia "esperar por papéis importantes e sérios em filmes com um nome como "Derby Zerby", ela se renomeou "Kim", porque era o nome de uma garota popular em sua escola que ela admirava, e "Darby", como uma variação de "Derby".
Darby começou a atuar aos quinze anos. Sua primeira aparição foi como dançarina no filme Bye Bye Birdie (1963). Seu trabalho na televisão incluiu Gunsmoke (episódios de 1967 "The Lure" e "Vengeance"); Bonanza (episódio de 1967 "The Sure Thing"); e como uma jovem atingindo a vida adulta em um planeta infantil no assombroso e renomado episódio " Miri " na série original de Star Trek.
Entre seus muitos filmes estão True Grit, no qual ela interpretou uma jovem de quatorze anos quando tinha vinte e um anos; A Declaração de Morango (1970); Norwood (1970); O primeiro e único (1978); Better Off Dead (1985); e Halloween: A Maldição de Michael Myers (1995).

## Papéis na televisão
Os papéis de televisão de Darby na década de 1960 incluíram duas aparições na série da NBC Mr. Novak, estrelada por James Franciscus; ela foi escalada como Julie Dean em "To Lodge and Dislodge" (1963) e como Judy Wheeler em "The Silent Dissuaders" (1965).
Darby também apareceu nessa época em The Eleventh Hour, The Fugitive, The Donna Reed Show, Ironside e na primeira temporada de Star Trek como o personagem-título de "Miri".
Darby foi escalada para um episódio do seriado da NBC The John Forsythe Show ("'Tis Better Have Loved and Lost", 1965). e como Angel no episódio de duas partes de Gunsmoke "Vengeance". Ela apareceu no episódio "Faire Ladies of France" (1967) da série ocidental da NBC The Road West estrelado por Barry Sullivan e em um episódio de Bonanza "A Sure Thing" (1967) como Trudy Loughlin, convidado estrelado por Tom Tully como Burt Loughlin, seu pai.
Ela apareceu em 3 episódios de Gunsmoke: "The Lure" (1967) como Carrie Neely, e "Vengeance: Part 1" (1967) e "Vengeance: Part 2" (1967) como Angel. Ela foi escalada para o filme de 1972, The People, que também estrelou William Shatner, reunindo-os de sua aparição em Star Trek. Ela interpretou a descontrolada Virginia Calderwood na primeira minissérie de televisão, Rich Man, Poor Man em 1976.
Darby teve o papel central de Sally Farnham no aterrorizante telefilme Don't Be Afraid of the Dark (1973). Os papéis subsequentes na televisão incluíram participações especiais em Crazy Like a Fox, Thriller, Family, The Love Boat, The Streets of San Francisco, Riptide e Becker.
Darby admitiu que sua carreira declinou após a década de 1970, em parte porque ela se tornou uma viciada em anfetaminas.
De acordo com Pilar Wayne em seu livro My Life with John Wayne, Darby intencionalmente foi rude com Wayne e outros durante as filmagens de True Grit. Wayne, por sua vez, chamou-a de "criança mimada". 
Em 1990, ela começou a ensinar atuação na área de Los Angeles e é instrutora do Programa de Extensão da Universidade da Califórnia, em Los Angeles, desde 1992. Darby também apareceu no episódio de Arquivo X de 1999 " Sein und Zeit " como uma mulher que confessou o assassinato de seu filho, um menino que desapareceu em circunstâncias semelhantes sendo investigadas pelos personagens principais, Fox Mulder e Dana Scully.
Em 2014, ela interpretou Stacia Clairborne, uma testemunha parcialmente cega de um crime, no episódio "Prólogo" do programa Perception.
Darby continua a fazer aparições na televisão e fazer filmes ocasionais.

## Vida pessoal
Darby se casou duas vezes. Em 1968, casou-se com James Stacy, com quem teve um filho, Heather Elias, nascido em 1968. Seu casamento terminou em divórcio em 1969. Em 1970, ela se casou com James Westmoreland; o casamento terminou em divórcio após menos de dois meses.

## Filmografia
- Bye Bye Birdie (1963) como uma adolescente (uncredited)
- Bus Riley's Back in Town (1965) como Gussie
- The Restless Ones (1965) como April
- The Karate Killers (1967) como Sandy True (archive footage)
- Flesh and Blood (1968) TV movie como Faye
- True Grit (1969) como Mattie Ross
- Generation (1969) como Doris Bolton Owen
- The Strawberry Statement (1970) como Linda
- Norwood (1970) como Rita Lee Chipman
- A Glimpse of Tiger (1971, abandoned)
- Red Sky at Morning (1971) (uncredited)
- The Grissom Gang (1971) como Barbara Blandish
- The People (1972 telefilme) como Melodye Amerson
- Don't Be Afraid of the Dark (1973 telefilme) como Sally Farnham
- The Story of Pretty Boy Floyd (1974 telefilme) como Ruby Hardgrave
- This Is the West That Was (1974 telefilme) como Calamity Jane
- The One and Only (1978) como Mary Crawford
- Flatbed Annie & Sweetiepie: Lady Truckers (1979 telefilme) como Sweetiepie
- Enola Gay: The Men, the Mission, the Atomic Bomb (1980 telefilme) como Lucy Tibbets
- The Capture of Grizzly Adams (1982 telefilme) como Kate Bradey
- Summer Girl (1983 telefilme) como Mary Shelburne
- First Steps (1985 telefilme) como Sherry Petrofsky
- Embassy (1985) telefilme como Sue Davidson
- Better Off Dead (1985) como Jenny Meyer
- Teen Wolf Too (1987) como Professor Brooks
- Halloween: The Curse of Michael Myers (1995) como Debra Strode
- The Last Best Sunday (1999) como Mrs. Summers
- Newsbreak (2000) como Frances Johnson
- Mockingbird Don't Sing (2001) como Louise Standon
- You Are So Going to Hell! (2004) como Louise
- Dead Letters (2007) como Barbs
- The Evil Within (2017) como Mildy Torres

## Aparições na TV
- Sr. Novak (1963, 1965)
- Dr. Kildare (1964); Episódio: "A Nickel's Worth of Prayer" como Patsy
- Corra por sua vida (1966); Episódio: "Abaixe a cabeça e ria"
- O Fugitivo (1966); Episódio: "Reino de Josué"
- Jornada nas Estrelas (1966); Episódio: " Miri "
- O Homem do TIO (1967); Episódio: "O Caso das Cinco Filhas"
- Lado de Ferro (1967); filme piloto para a série da NBC de mesmo nome
- Bonança (1967); Episódio: "A coisa certa"
- Gunsmoke (1967); Temporada 12, Episódio 23: "The Lure" como Carrie Neely
- Gunsmoke (1967); Temporada 13, Episódios 4 e 5: "Vingança, Parte 1 e 2" como Angel com James Stacy
- As Ruas de São Francisco (1972); piloto para a série de TV de mesmo nome
- Círculo do Medo (1973); Episódio: "Dark Vengeance"
- História de Amor (1973); Episódio: "Joie"
- História da Polícia (1974); Episódios: "Capitão Gancho" e "Síndrome de Wyatt Earp"
- Suspense (1975); Série 5, Episódio 5: "Good Salary - Prospects - Free Coffin" como Helen
- Homem Rico, Homem Pobre (1976); Minissérie
- Família (1978); Episódio: "Princesa na Torre" como Lily Barker
- O Último Conversível (1979); Minissérie
- O Barco do Amor (1979, 1982)
- Ilha da Fantasia (1982); Episódio: O Desafio / Um Gênio Chamado Joe"
- Os fatos da vida (1984); Episódio: "custódia conjunta" como Doris Garrett
- Assassinato, ela escreveu (1984) Episódio: "Estamos fora para matar o assistente" e (1995) Episódio: "Film Flam"
- Espantalho e Sra. Rei (1985) Episódio: "Além do Limite"
- Os Arquivos X (1999); Episódio: " Sein und Zeit "
- Becker (1999); Episódio: "Ponto de contato"
- Percepção (2014); Episódio: "Prólogo"